# ChS2T型电力机车
ChS2T型电力机车（俄語：ЧС2Т）是苏联铁路的干线客运电力机车车型之一，适用于供电制式为3千伏直流电的电气化铁路。
1950年代起，按经济互助委员会分工，苏联向东欧国家出口干线柴油机车，而从捷克斯洛伐克进口电力传动调车柴油机车和客运电力机车，ChS2T型电力机车为其中之一。1972年末，斯柯达公司为苏联铁路提供了两台用于实验的ChS2T型电力机车原型车（875、876），工厂设计代号为63E0。ChS2T型电力机车是在ChS2型电力机车基础上改进而成的准高速干线客运直流电力机车，采用了与ChS4T型电力机车相同的新型车体结构，并换装功率更大的AL-4846dT型脉流牵引电动机，机车设有大功率电阻制动装置。
调速控制系统与ChS2型机车基本相同，采取牵引电机的串—并联换接进行调速，机车起动时逐步减少起动电阻阻值，直到完全切除后，改变串联的电机数，使之相应转入并联支路，实现有级调速；在各个运行级位上均可以对牵引电动机使用五级磁场削弱，削弱率分别为85、70、57、47、35%。不同于ChS2型机车，ChS2T型电力机车的牵引电动机冷却通风机均采用串联连接，而制动电阻的冷却风扇则与制动电阻并联连接，实现风量自动调节。
ChS2T型电力机车成功通过苏联铁道部门的试验后，于1974年开始批量生产，首批量产机车的工厂设计代号为63E1（945～1024），第二批量产机车的工厂设计代号为63E2（1025～1062），它们和原型车只有微小的差异，例如车顶制动电阻通风百叶窗改为由司机室内控制（63E2），并取消了司机室挡风玻璃后的照明灯，第二批机车并加装了司机室空调设备，改善了司机的工作环境。ChS2T型电力机车均配属十月铁路局莫斯科十月机务段（ТЧ-1 Москва-Октябрьская）、列宁格勒—莫斯科客运机务段（ТЧ‑8 Ленинград-Пассажирский-Московский）。